# Marapa
Marapa ist eine Insel im östlichsten Distrikt (ward) Birao der Provinz Guadalcanal, Salomonen, die rund drei Kilometer östlich der Insel Guadalcanal liegt und den Marau Sound im Osten begrenzt.